# Потулов, Ипполит Михайлович
Ипполит Михайлович Потулов (1813, Исса, Пензенская губерния — 1880, Вильна) — российский чиновник, губернатор Оренбургской губернии (1856—1858), вице-губернатор Псковской губернии (1843—1856), тайный советник (с 1871), пензенский помещик.

## Биография
Родился в 1813 году в селе Исса (Спасском) в Пензенской губернии. 19 января 1830 года окончил полный курс Московского университетского благородного пансиона «с правом на чин 10-го класса (коллежский секретарь), при поступлении на гражданскую службу».
С 11 июля 1830 года в чине коллежского секретаря определён в службу в Санкт-Петербург на должность помощника контролёра Департамента государственных имуществ Министерства финансов. На 1 декабря 1832 года в чине титулярного советника служил в должности контролёра VI-го отделения Департамента государственных имуществ. На 16 ноября 1833 года в той же должности имел чин коллежского асессора.
На 10 ноября 1836 года в чине надворного советника служил в должности старшего контролёра VI-го отделения Департамента государственных имуществ. В связи с преобразованием Департамента государственных имуществ Министерства финансов в самостоятельное ведомство — Министерство государственных имуществ, был отчислен от должности контролёра в распоряжение министра государственных имуществ и на 1 ноября 1838 года в том же чине надворного советника, причисленного к V временному отделению собственной Е.И.В. канцелярии, занимавшемуся вопросами реформы государственного управления, состоял чиновником для особых поручений при 2-м департаменте Министерства государственных имуществ. В связи с новым назначением, в июне 1839 года выехал из Санкт-Петербурга к месту службы в город Витебск. 8 января 1840 года, по представлению министра Государственных имуществ, Потулов утверждён управляющим предназначенной к открытию с 1 марта 1840 года Витебской палаты государственных имуществ. 12 января 1842 года был уволен от должности управляющего Витебской палатой государственных имуществ, с оставлением в распоряжении министра государственных имуществ. Не получив последующего назначения по Министерству государственных имуществ, в том же чине коллежского советника был причислен к ведомству Министерства внутренних дел.
5 июля 1843 года в чине коллежского советника назначен на должность псковского вице-губернатора.
Высочайшим приказом по гражданскому ведомству от 7 марта 1856 года назначен с 3 марта 1856 года исправляющим должность Оренбургского гражданского губернатора (центр губернии находился в Уфе). Оставаясь в должности губернатора, 15 июня 1856 года назначен президентом Уфимского губернского попечительного комитета о тюрьмах. Не получив высочайшего утверждения, с 14 февраля 1858 года отставлен от должности гражданского правителя Оренбургской губернии, с причислением к Министерству внутренних дел.
По собственному прошению был уволен от службы и с 29 января 1860 года находился в отставке. 15 марта 1864 года, состоя в чине действительного статского советника определён в службу с причислением к штату Военного министерства. 11 августа 1864 года от Военного министерства назначен постоянным членом Военно-окружного совета Виленского военного округа, с отчислением от штата Военного министерства. 13 июля 1880 года исключён из списков в связи со смертью.

## Чины
- Коллежский секретарь (11.07.1830)
- Титулярный советник (29.01.1832; «за отличные труды и усердие в службе»)
- Надворный советник (01.08.1836)
- Коллежский советник (28.02.1841)
- Статский советник (27.04.1846)
- Действительный статский советник (10.10.1852)
- Тайный советник (28.03.1871)

## Награды
- Высочайшее благоволение «за отличную службу» (19.01.1838; по представлению министра государственных имуществ)
- Орден Святой Анны 2-й степени (15.08.1847)
- Орден Святой Анны 2-й степени с императорской короной (23.04.1850)
- Знак отличия беспорочной службы за XX лет (1850)
- Орден Святого Владимира 3-й степени (24.06.1855)
- Бронзовая медаль «В память войны 1853—1856» (1856)
- Высочайшее благоволение «за удовлетворительное поступление податей в 1857 году с сословий, по обязанности начальников губерний и палат Государственных имуществ лежащих» (15.04.1858; высочайшим приказом)
- Бронзовая медаль «За усмирение польского мятежа» (1864)
- Орден Святого Станислава 1-й степени (04.04.1865)
- Орден Святой Анны 1-й степени с мечами (16.04.1867)
- Орден Святой Анны 1-й степени с императорской короной (20.04.1869)
- Орден Святого Владимира 2-й степени (30.08.1875)
- Орден Белого орла (30.08.1878)

## Семья
- Сын — Пётр Ипполитович (1841—1912), в течение нескольких лет служил вместе с отцом, в должности военного прокурора Виленского военно-окружного суда Виленского военного округа.
- Сын — Владимир Ипполитович (1846—1918) — городской голова Пензы.